# Provincia Bingöl
Provincia Bingöl este o provincie a Turciei cu o suprafață de 8.125 km², localizată în Anatolia.